# Západoslovanské jazyky
Západoslovanské jazyky jsou skupinou slovanských jazyků, rozšířené především ve střední Evropě napříč souvislým regionem zahrnujícím Českou republiku, Slovensko a Polsko, jakož i bývalé východní Německo a nejzápadnější regiony Ukrajiny a Běloruska a část Litvy.
Západoslovanské jazyky používají k zápisu latinku, na rozdíl od cyrilice, kterou používají východoslovanské jazyky, a jihoslovanských jazyků, které používají latinku nebo cyrilici.

## Rozdělení
- česko-slovenská větev
  - čeština – Česko
    - moravština – Morava

  - slovenština – Slovensko

- lechická větev
  - pobaltština – vymřelý jazyk kmenů z pobřeží Baltského moře
  - kašubština – Kašubsko
  - polabština – vymřelý jazyk kmenů z dolního toku Labe
  - polština – Polsko
  - slezština – Slezsko

- lužickosrbská větev
  - lužičtina (horní a dolní lužická srbština) – Lužice